# Wilhelm von Kaulbach

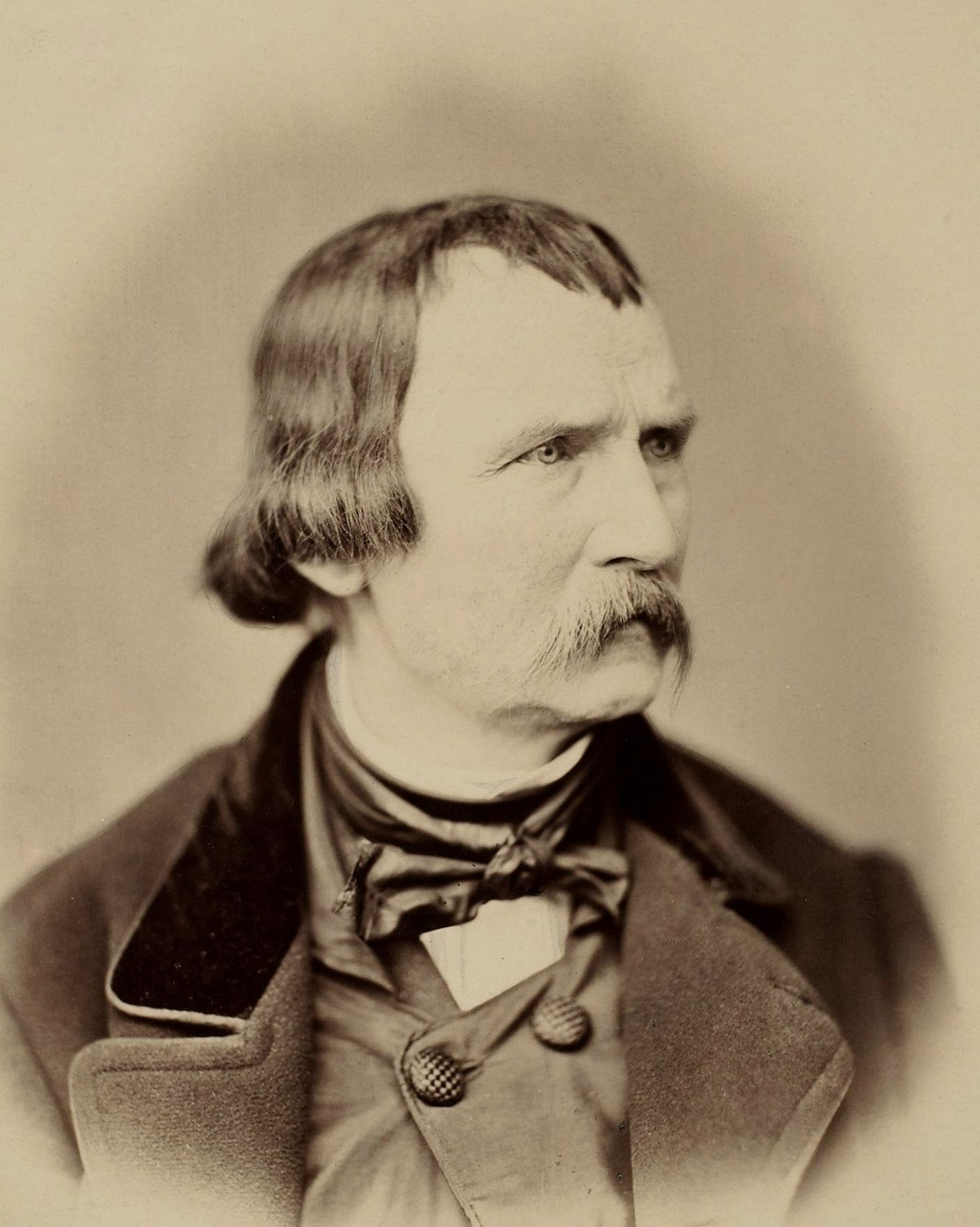
Porträt Wilhelm von Kaulbach, 1856

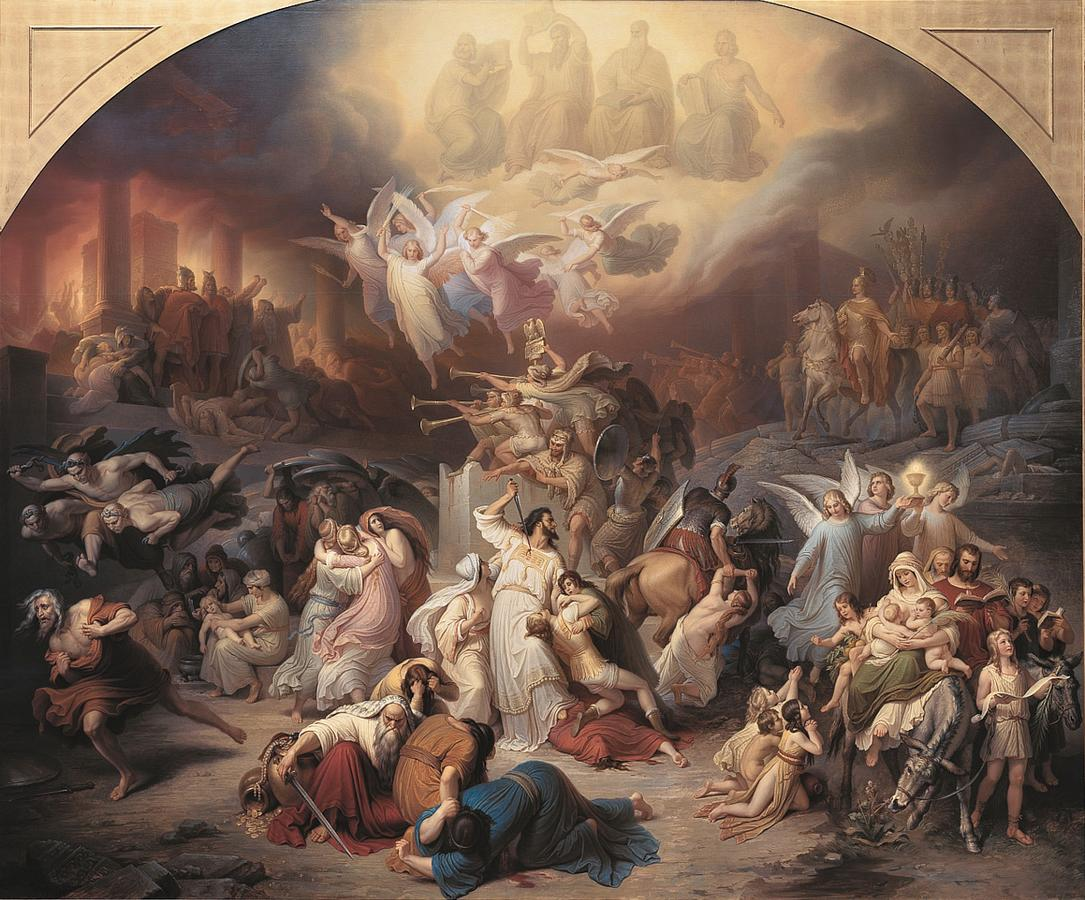
Zerstörung Jerusalems durch Titus
(Neue Pinakothek München)

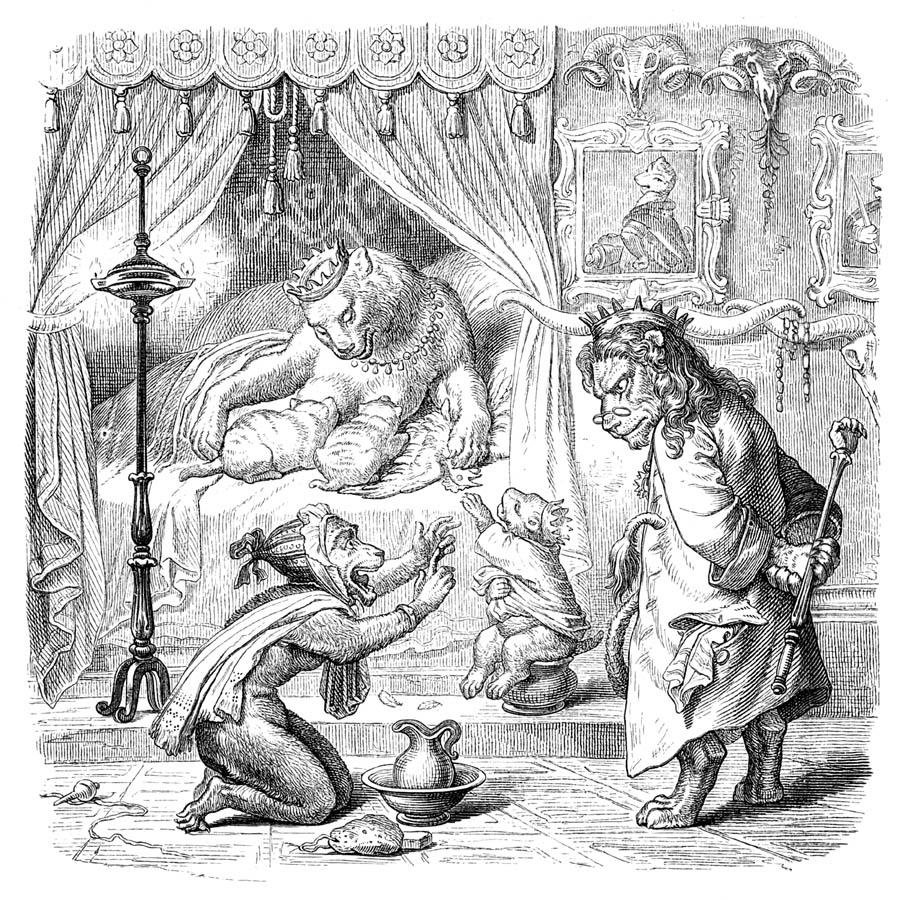
Illustration zu Reineke Fuchs

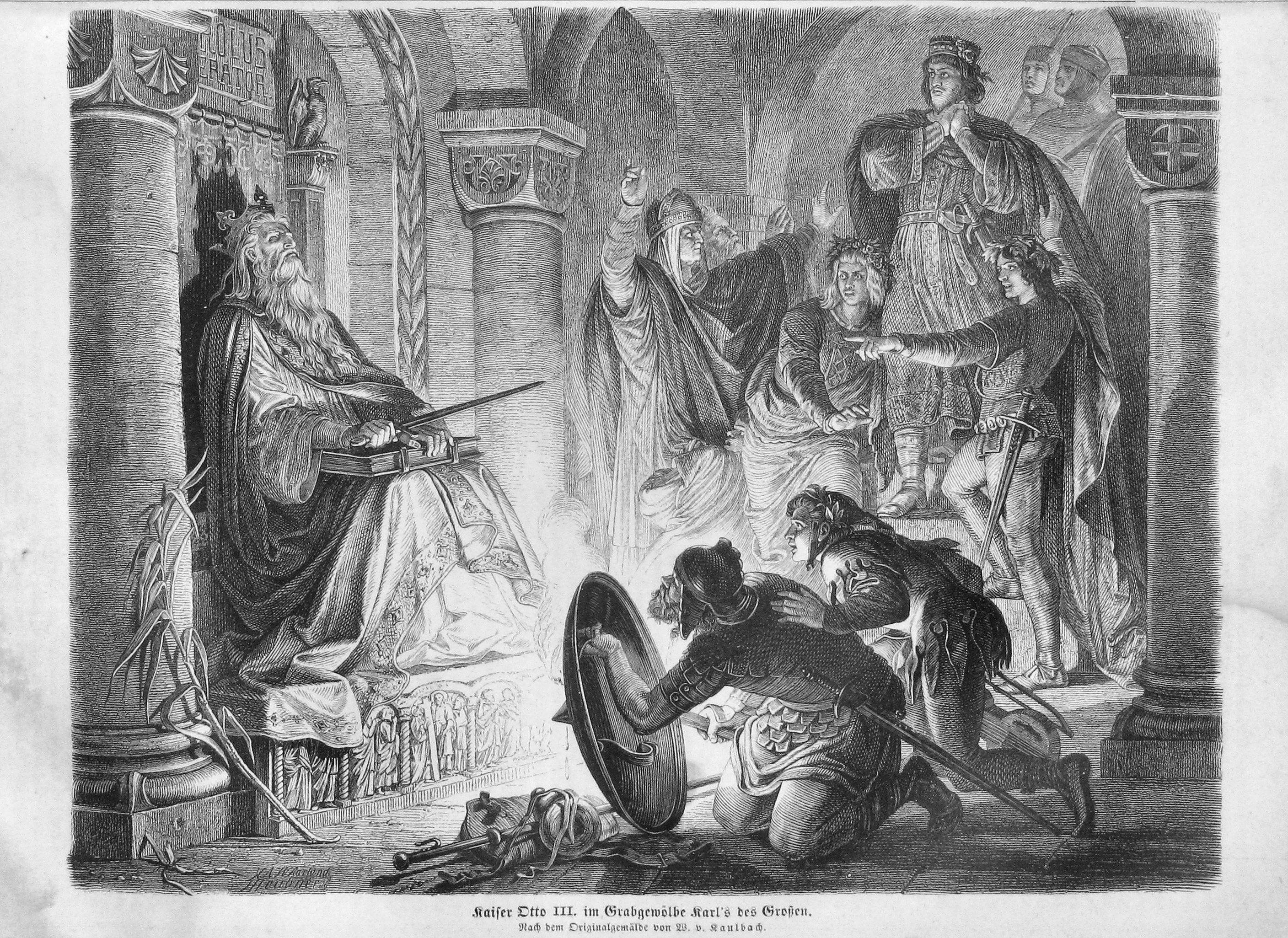
Öffnung der Gruft Karls des Großen, Holzschnitt in der Gartenlaube

Wilhelm Kaulbach, Taufname Bernhard Wilhelm Eliodorus Kaulbach, ab 1868 Ritter von Kaulbach (* 15. Oktober 1804 in Arolsen; † 7. April 1874 in München), war ein deutscher Maler, der durch große Wand- und Deckengemälde mit geschichtlichem Inhalt und Literaturillustrationen bekannt wurde.

## Leben

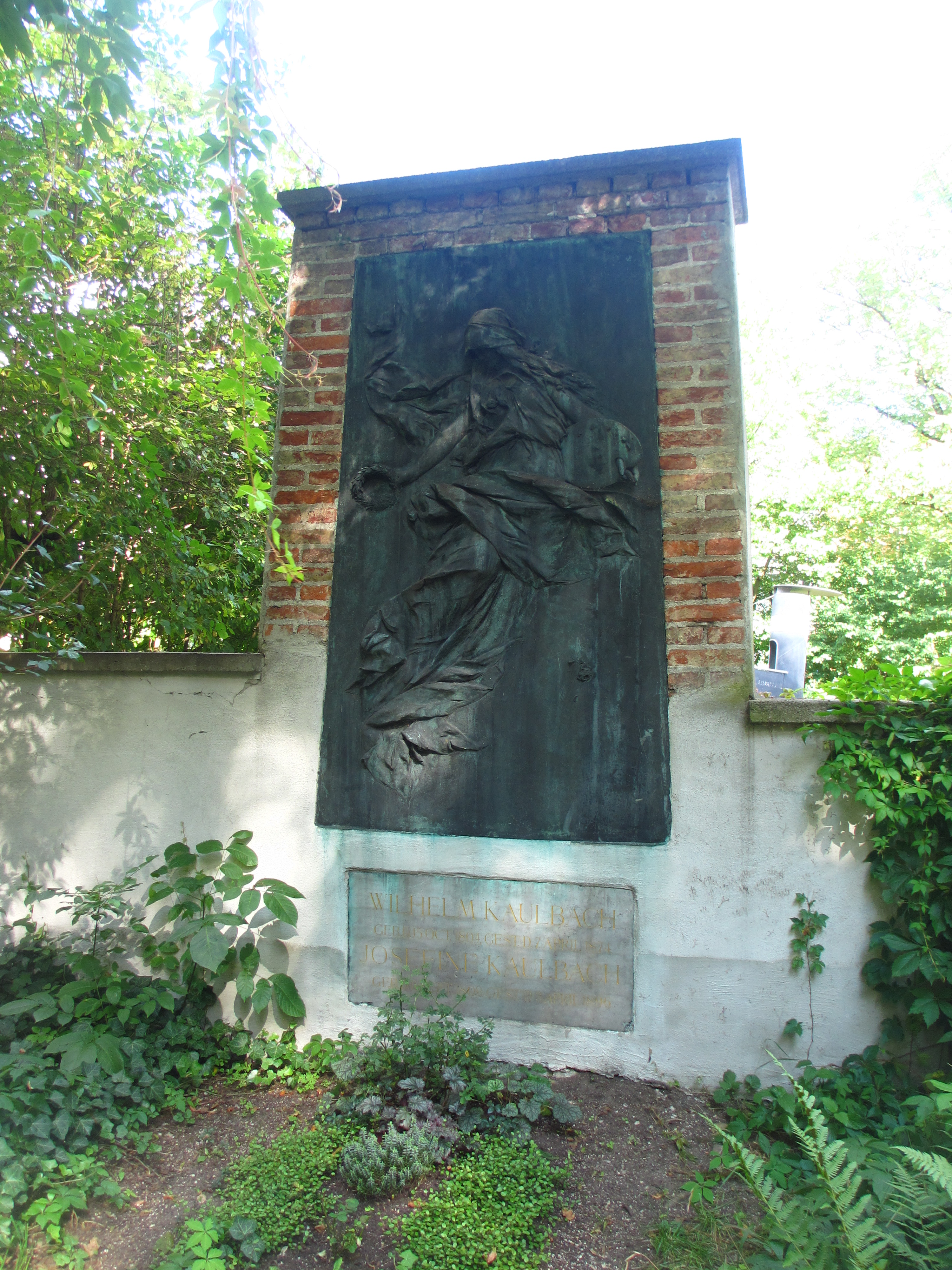
Grab von Wilhelm Kaulbach auf dem Alten Südlichen Friedhof in München mit Bronzeplatte von Lorenz Gedon

Wilhelm Kaulbach wurde als drittes von vier Kindern des Philipp Karl Friedrich Kaulbach (1775–1846) und seiner Frau Therese, geb. Engelbracht geboren. Der Vater war als Goldschmied und Stempelschneider ausgebildet worden und hatte sich den Kupferstich sowie die Ölmalerei beigebracht. Er wechselte häufig den Wohnsitz und fühlte sich zeitlebens als verkannter Künstler. 1816 hatte es die Familie nach Mülheim an der Ruhr verschlagen, wo Philipp Karl Friedrich zunächst eine Anstellung als Graveur in der Textilfabrik von Johann Caspar Troost fand. Nach seiner Entlassung schlug er sich mit künstlerischen Gelegenheitsarbeiten und privatem Zeichenunterricht durch, was jedoch nicht sehr ertragreich war, so dass Wilhelm Kaulbachs Kindheit von Armut geprägt war.
Wilhelm erhielt seinen ersten künstlerischen Unterricht bei seinem Vater und studierte ab 1822 als Schüler von Peter von Cornelius an der Düsseldorfer Akademie. Auch sein Bruder Karl war dort Schüler. Wegen Handgreiflichkeiten gegen Jakob Lehnen wurde er 1826 dort entlassen. Zusammen mit seinem Bruder und den Mitschülern Hermann Anschütz und Adam Eberle folgte er Cornelius 1826 nach München, wo er zunächst Mitarbeiter an den Fresken im Odeon, in den Hofgartenarkaden und in der Residenz wurde.
1831 heiratete Kaulbach die Münchner Kaufmannstochter Josefine Sutner (1809–1896). Aus der Ehe gingen vier Kinder hervor, drei Töchter und der spätere Maler Hermann. 1835, nach dem Tod der ersten Tochter und in einer künstlerisch schwierigen Phase, unternahm Kaulbach seine erste Italienreise, die ihn nach Venedig führte. Es entstanden zahlreiche Zeichnungen und Skizzen der italienischen Landschaft. 1837 durch König Ludwig I. von Bayern zum Hofmaler ernannt, konnte Kaulbach vom Oktober 1838 bis Mai 1839 erneut nach Italien reisen, diesmal kam er bis Rom.
Ab 1845 hielt er sich vielfach in Berlin auf, um im Auftrag König Friedrich Wilhelm IV. von Preußen die Ausmalung des Treppenhauses des Neuen Museums in Berlin voranzubringen und zu überwachen. Gleichzeitig erwarb er aber in München eine herrschaftliche, heute nicht mehr existierende Villa am Englischen Garten, die zum gesellschaftlichen und künstlerischen Zentrum wurde.
1849 wurde er zum Direktor der Münchner Kunstakademie ernannt (zu seinen Schülern gehörte z. B. Gustav Adolf Goldberg und Jacques Alfred van Muyden), war ferner Mitglied der Akademien von Berlin, Dresden und Brüssel und wurde 1866 nobilitiert. 1863 wurde er als auswärtiges Mitglied in die Académie des Beaux-Arts aufgenommen und 1870 in die American Academy of Arts and Sciences gewählt. Im Sommer 1871 unternahm er mit seiner Frau Josefa eine Badereise auf die Insel Föhr, die in der Kulturgeschichte des Seebades einen festen Stellenwert hat. Kaulbach starb bei der großen Münchner Epidemie von 1874 an Cholera.

## Grabstätte
Die Grabstätte von Kaulbach befindet sich auf dem Alten Südlichen Friedhof in München (Mauer Links Platz 280 bei Gräberfeld 11) Standort. Die monumentale Bronzeplatte, die die Kriegszerstörungen am Grabmal überstanden hat, stammt von Lorenz Gedon, den Kaulbachs Witwe Josefine von Kaulbach geb. Sutner (* 11. September 1809; † 3. April 1896) beauftragt hatte und die ebenfalls in diesem Grab liegt.
In dem Grab liegen auch sein Sohn Hermann Kaulbach und dessen Ehefrau die Kupferstechers-Tochter Sophie Kaulbach geb. Schroll (* 21. Dezember 1850 in Nürnberg; † 23. November 1920).

## Werk
1830 entstand die Zeichnung Narrenhaus, die wegen ihrer einfühlsamen Darstellung geistig Kranker vielfach reproduziert und berühmt wurde. Zeitgleich arbeitete er an seinem ersten, 1831 vollendeten, eigenständigen Werk, den Fresken zu Apulejus’ Amor und Psyche im Herzog-Max-Palais; heute in der Musikabteilung der Bayerischen Staatsbibliothek aufgestellt. Entwurfszeichnungen dazu befinden sich in der Maillinger-Sammlung des Münchner Stadtmuseums. Auch die Zeichnungen zu Friedrich Schillers Verbrecher aus verlorener Ehre trugen als Stiche und Lithographien reproduziert zum Ruhm des jungen Künstlers bei.
Leo von Klenze animierte Kaulbach, das bis in die antike Literatur zurückreichende Thema einer Geisterschlacht aufzugreifen. 1834 war der Karton vollendet und der Künstler erhielt von dem polnischen Kunstsammler Graf Raczyński den Auftrag, das Gemälde auszuführen. Unter dem Titel Hunnenschlacht machte es ihn endgültig berühmt und führte 1837 zu seiner Ernennung zum Hofmaler durch König Ludwig I. von Bayern. Kaulbachs Freund Franz Liszt nahm dieses Werk 1856 zur Vorlage seiner gleichnamigen 11. Symphonie.
Kaulbach war nun einer der bekanntesten Historienmaler seiner Zeit und schuf unter anderem 1837 für Ludwig I. die Zerstörung Jerusalems, heute in der Neuen Pinakothek in München, sowie zahlreiche Decken- und Wandgemälde mit historischen, allegorischen und mythologischen Darstellungen. Daneben entstanden auch repräsentative Porträts etwa König Ludwig I. als Großmeister des Hubertusordens, um 1843, heute im Besitz der Bayerischen Staatsgemäldesammlungen sowie von berühmten Persönlichkeiten seiner Zeit, etwa Franz Liszt (1856), Lola Montez (1847), Max von Pettenkofer und Ludwig von Schwanthaler. Kaulbach soll auch mindestens eine Serie von erotischen Zeichnungen entweder für König Ludwig I. von Bayern oder ein Mitglied des österreichischen Kaiserhauses geschaffen haben.
1839/40 beauftragte ihn der Stuttgarter Verleger Georg von Cotta Johann Wolfgang von Goethes Reineke Fuchs zu illustrieren. Angeregt von William Hogarth und Grandville schuf Kaulbach bis 1847 36 Hauptbilder und zahlreiche Vignetten, die von Hans Rudolf Rahn und Adrian Schleich gestochen wurden. Die verblüffend vermenschlichte Animierung der Tierwelt zeigte Kaulbachs zweite künstlerische Seite, einen Humor, der ihn über seine Berühmtheit als Historienmaler hinaus populär machte.
1842 begannen die Planungen für Kaulbachs Hauptwerk, die Bilder zu einer „Weltgeschichte“ im Treppenhaus des Neuen Museums in Berlin. Die Vollendung zog sich bis 1865 hin. Sie wurden im Zweiten Weltkrieg vollständig zerstört.
Wenig später begann Kaulbach die Arbeit an den Fresken an der Neuen Pinakothek in München mit Szenen zur zeitgenössischen deutschen Kunst. 1859 malte er das Fresko Öffnung der Gruft Karls des Großen im Dom zu Aachen durch Kaiser Otto III. für das neu entstehende Germanische Nationalmuseum in Nürnberg; der ursprüngliche Standort war die Südwand der in das Museum integrierten Kartäuserkirche (1920 aus konservatorischen Gründen in den ehemaligen Saal I übertragen, dort bei Abbrucharbeiten 1962 zerstört).
In den 1850er Jahren begannen die Arbeiten an den erneut sehr populären Illustrationen zur „Goethe-Galerie“ des Verlegers Friedrich Bruckmann.
In seinen letzten Lebensjahren war Kaulbach vor allem mit der Arbeit an dem monumentalen Gemälde Die Schlacht bei Salamis für das Maximilianeum beschäftigt.

## Bilderauswahl

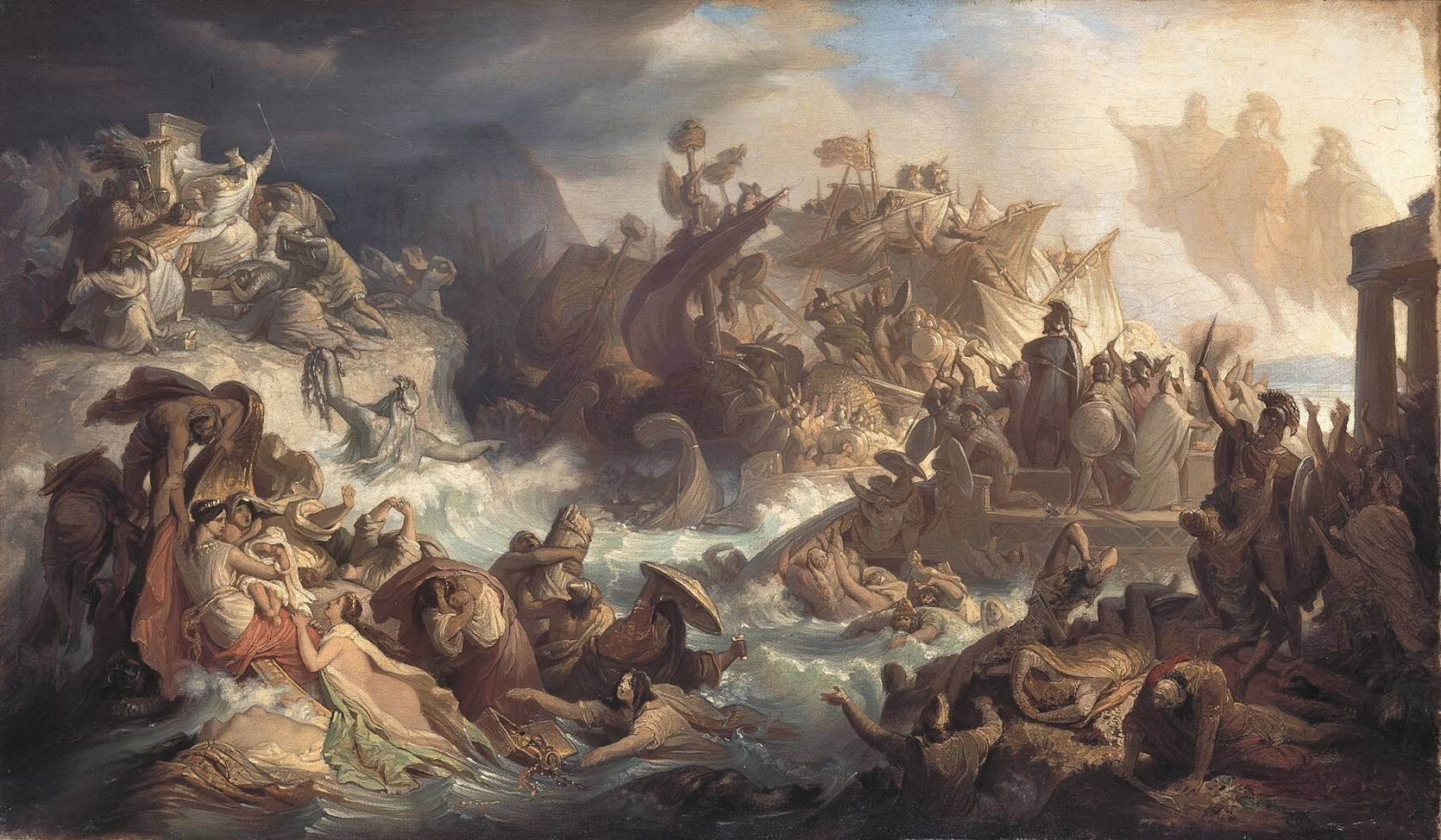
Die Schlacht bei Salamis, etwa 1858
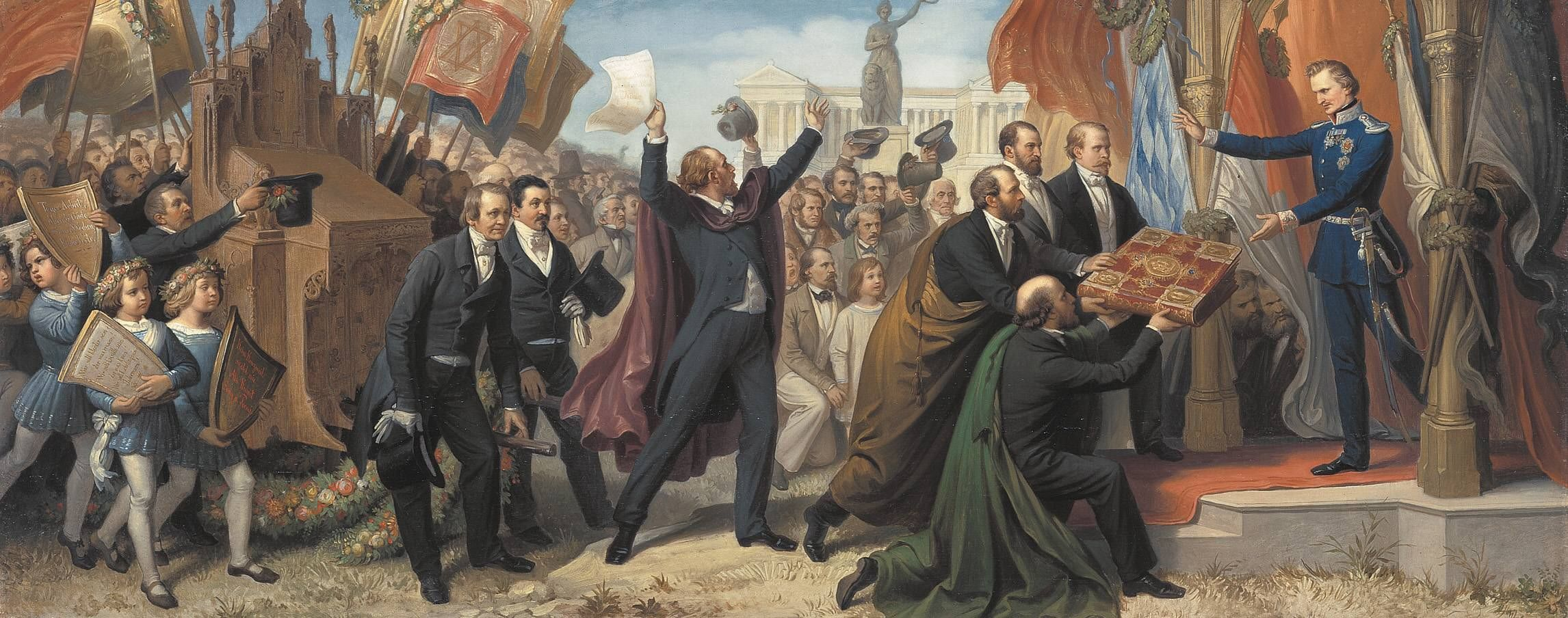
Die Künstler Münchens im Verein mit der Bürgerschaft überreichen König Ludwig I. das für denselben bestimmte Album samt dessen Aufbewahrungsschrein
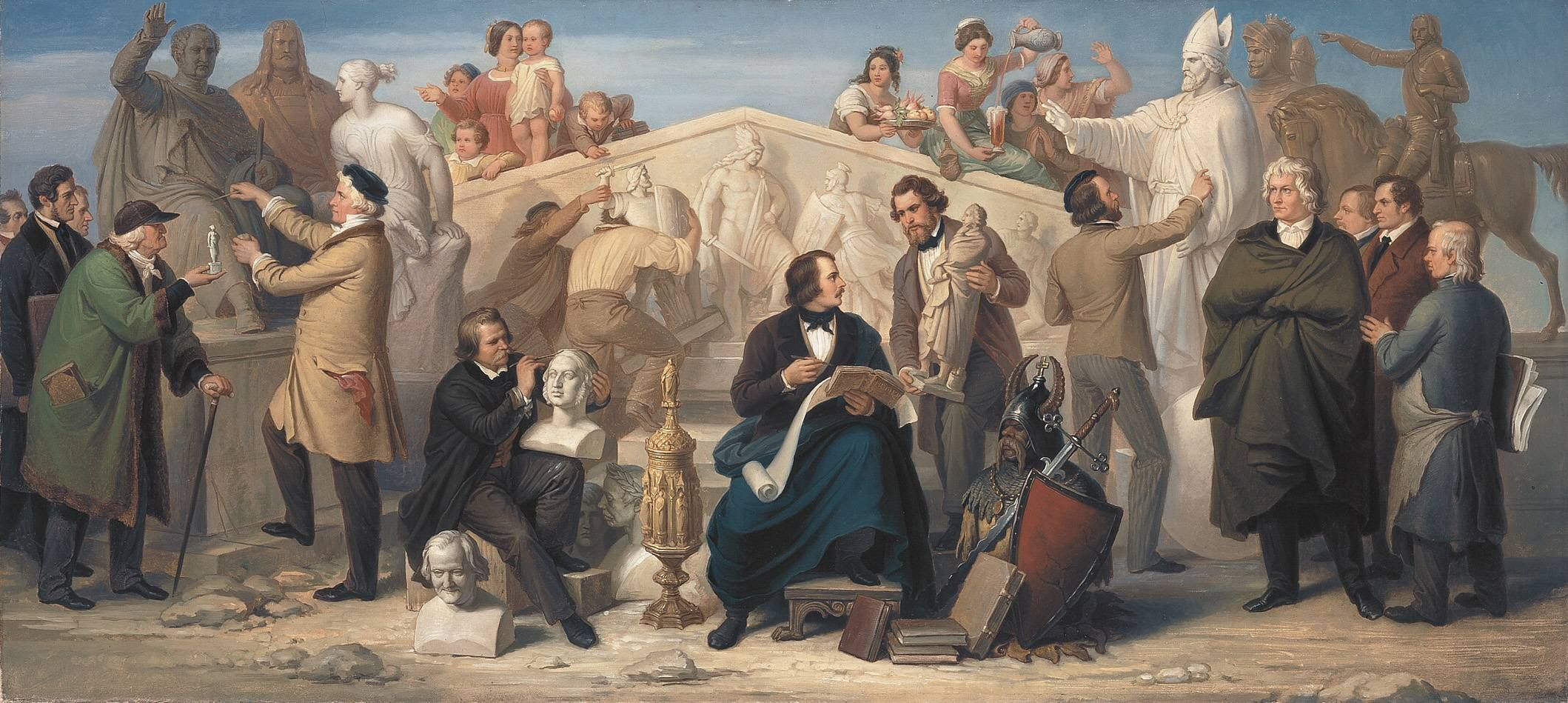
Die von König Ludwig I. in Tätigkeit gesetzten Bildhauer
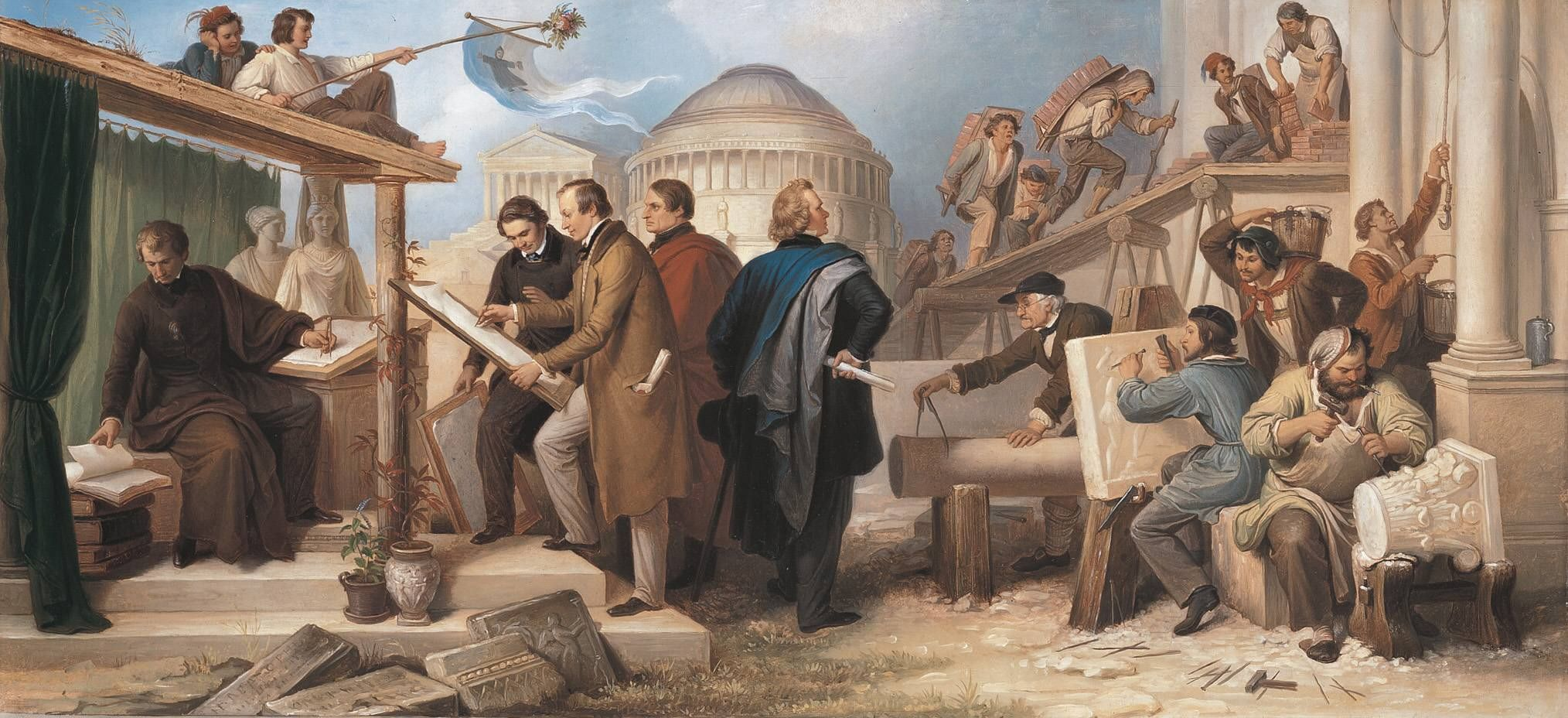
Die von König Ludwig I. mit der Ausführung monumentaler Bauwerke betraut gewesenen Künstler
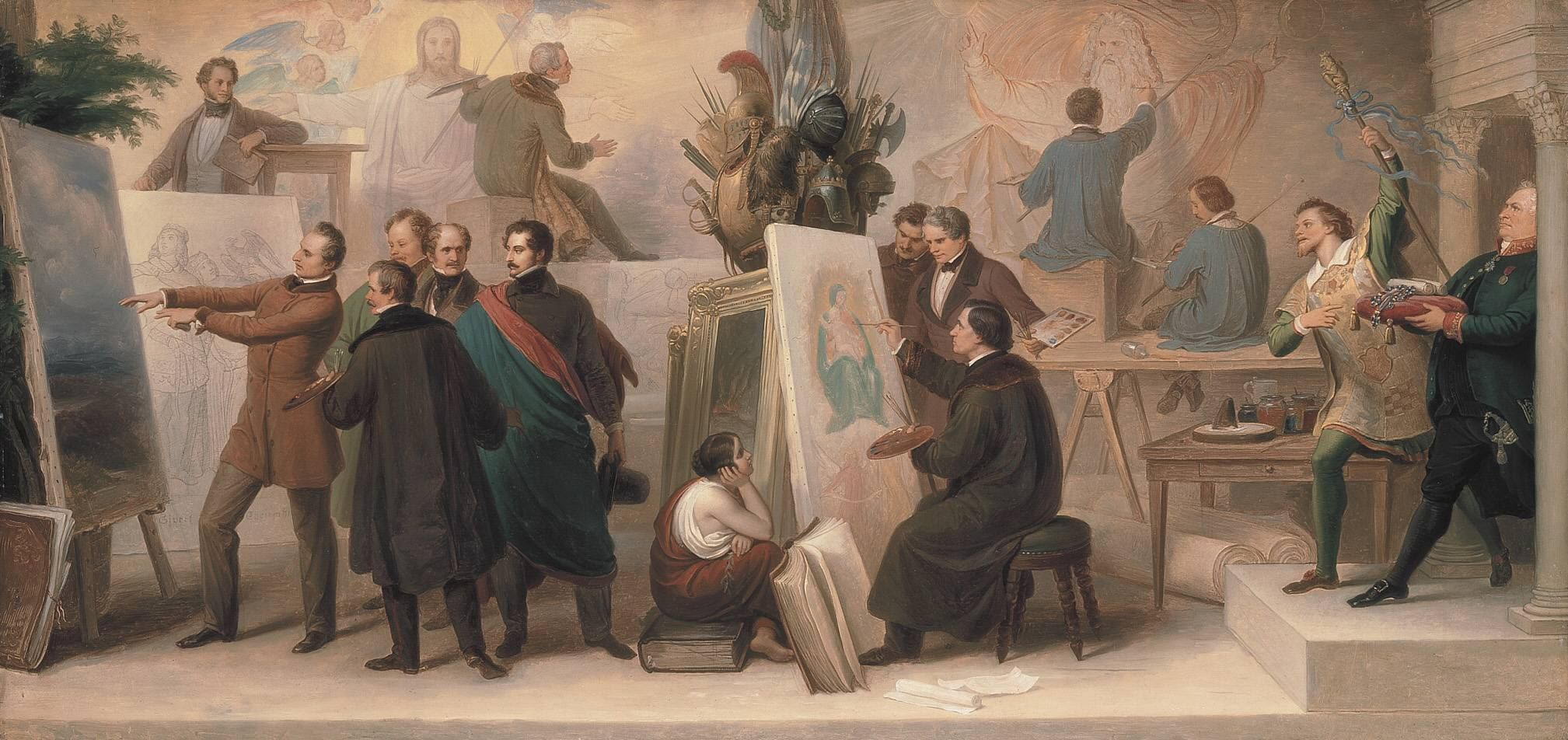
Die von König Ludwig I. zur Ausführung seiner Ideen berufenen Künstler im Fach der Historien-, Schlachten-, Landschafts- und Genremalerei
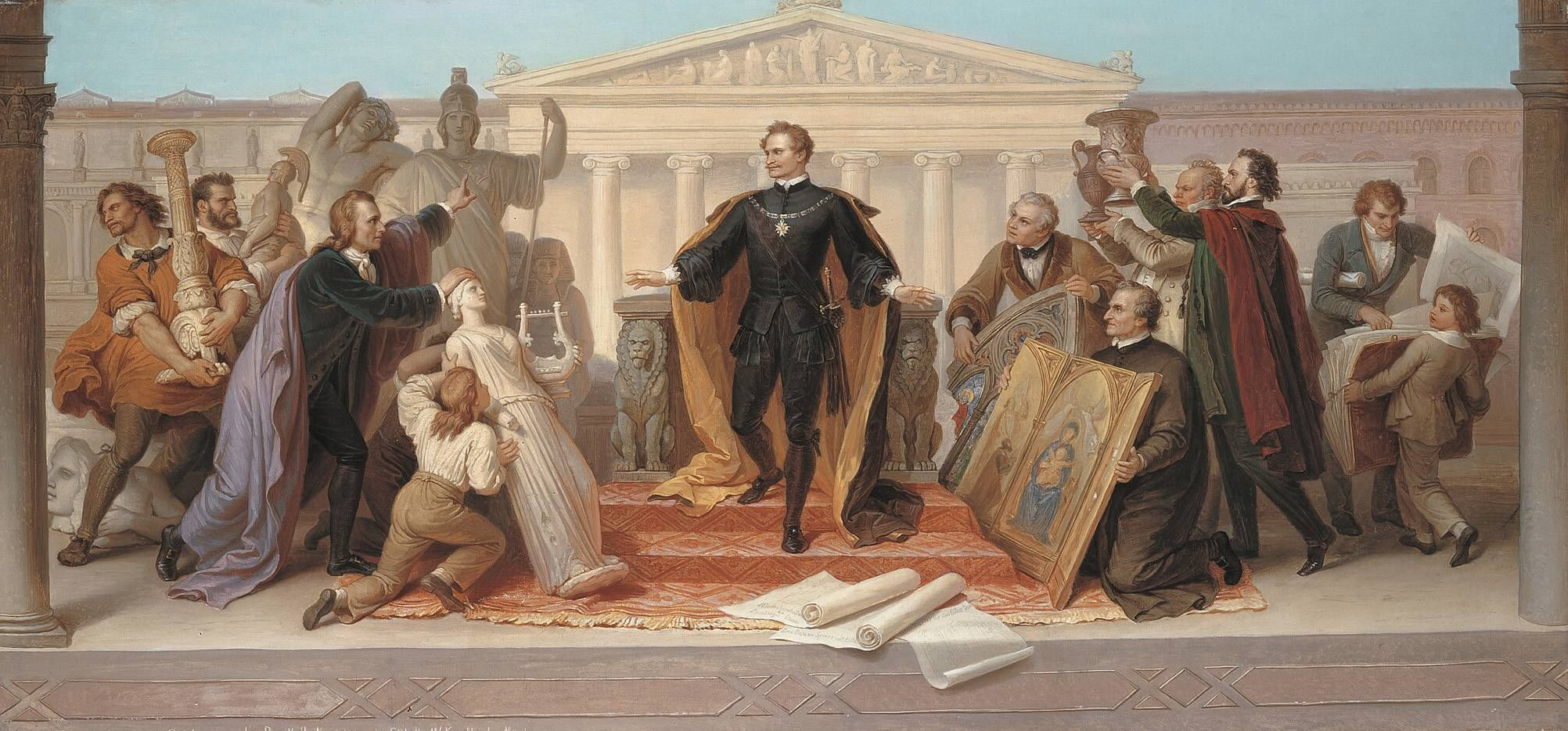
König Ludwig I., umgeben von Künstlern und Gelehrten, steigt vom Thron, um die ihm dargebotenen Werke der Plastik und Malerei zu betrachten

## Namensgeber für Straßen
Bereits einige Jahre nach Kaulbachs Tod wurde in Berlin-Lankwitz eine Straße nach ihm benannt.
In München wurde 1887 im Stadtteil Schwabing (Stadtbezirk 3 – Maxvorstadt) ⊙ die Obere- und Untere Gartenstraße, in der Kaulbachs Wohnhaus stand, in Kaulbachstraße umbenannt.
In Düsseldorf gab es ab 1906 eine Kaulbachstraße.
1910 wurde die Kaulbachstraße in Groß Flottbek (heute Hamburg-Groß Flottbek) und 1920 die Kaulbachstraße in Wien-Meidling nach dem Maler benannt.
Im Nürnberger Stadtteil Gärten hinter der Veste gibt es eine Kaulbachstraße und einen Kaulbachplatz.
In Regensburg ist im Stadtteil Kumpfmühl ein Weg nach Kaulbach benannt.
Weitere Orte mit Straßen, für die Wilhelm von Kaulbach (aber möglicherweise die gesamte Malerfamilie Kaulbach) Namensgeber ist, finden sich in:
Ahlen (Westfalen), Amberg (Oberpfalz), Bad Arolsen (Kaulbachs Geburtsort), Bayreuth, Bochum, Bottrop, Chemnitz, Essen a. d. Ruhr, Falkensee, Frankfurt am Main, Garching an der Alz, Gelsenkirchen, Hannover, Ingolstadt a. d. Donau, Kassel (Hessen), Ottobrunn, Pforzheim, Rostock, Wuppertal, Delmenhorst (Wilhelm-Kaulbach-Straße), Landshut (Wilhelm-von-Kaulbach-Weg).

## Verwandtschaft
Wilhelm von Kaulbach war der Begründer einer berühmten Malerfamilie, darunter sein Sohn Hermann Kaulbach (1846–1909), sein Cousin und Schüler Friedrich Kaulbach (1822–1903) sowie dessen Sohn Friedrich August von Kaulbach (1850–1920).

### Illustrationen (Auswahl)
- Goethe-Galerie. Mit erläuterndem Text von Friedrich Spielhagen. Verl.-Anst. für Kunst u. Wissenschaft, München 1867, urn:nbn:de:hbz:061:2-499
- Johann Wolfgang von Goethe: Le renard. Traduction de Édouard Grenier. Illustré par Kaulbach. Hetzel, Paris 1867, urn:nbn:de:hbz:061:2-1252
- Brüder Grimm (Hrsg.): Deutsche Sagen. Mit einer Abbildung der Sage, nach W. v. Kaulbach. Nicolai, Berlin 1865, 2. Aufl., Band 1–2, urn:nbn:de:hbz:061:2-1852